# Divisiones administrativas de la Alemania nazi
La organización territorial de la Alemania nazi consistía en los länder (estados individuales que existían desde 1934 en la República de Weimar), dirigidos por un reichsstatthalter,que eran 16 en total. Además, existía otro tipo de demarcaciones territoriales, las gaue (singular: gau); subdivisiones administrativas pertenecientes al Partido Nazi, Las gaue nazis se formaron en 1926 como distritos del Partido Nazi de los respectivos estados alemanes y provincias prusianas tal como se habían formado tras la Primera Guerra Mundial.Cada gau tenía un responsable administrativo, el gauleiter (jefe del gau). En total, Alemania consistía en 32 gaue en 1934, que eran 42 gaue cuando desapareció en 1945.
Los länder y las provincias prusianas continuaron existiendo tras la Ley Habilitante de 1933, y sus organismos de administración fueron modificados en el proceso de la Gleichschaltung. Este sistema dio lugar a dos sistemas de subdivisiones paralelas en el Reich; los länder y los gaue.
Las regiones ocupadas en 1938 (Anschluss [anexión] de Austria y región de los Sudetes de Checoslovaquia por el Acuerdo de Múnich) y en 1939 (región de Klaipėda o Memelland de Lituania), así como las áreas conquistadas durante la Segunda Guerra Mundial, fueron incorporadas a las gaue existentes o fueron organizadas en reichsgaue, similares en todo a las gaue excepto en el nombre. En los reichsgaue, el gauleiter también ostentaba la posición de reichsstatthalter, lo que formalmente combinaba las esferas del partido y del gobierno estatal.
Finalmente, como resultado de la derrota en la guerra y la conferencia de Yalta, Alemania perdería no solo los territorios recién anexionados, sino algunos de los territorios que ocupaba antes de que el gobierno nazi asumiera el poder, además de pasar la mayor parte de la siguiente mitad del siglo XX dividida en dos estados separados.

## Länder, Gaue yReichsgaue
Los gaue existieron de forma paralela a los estados germanos, los länder, y las provincias prusianas a lo largo del período nazi. Pro forma, la división administrativa de la Alemania de Weimar fue dejada de lado; no obstante el plan para abolir los länder fue abandonado definitivamente porque Hitler rehusó realizar reformas estructurales, la denominada Reichsreform (Reforma del Estado), temiendo que podrían importunar a los líderes locales del partido. Por las mismas razones, los límites territoriales de los gaue permanecieron sin modificaciones dentro de Alemania a lo largo de este periodo. Los gaue solo fueron expandidos por medio de la adición de territorios ocupados después de 1938. Los gauleiters eran directamente designados por Hitler y solo respondían ante él.
En los länder, durante la Gleichschaltung los landtage (parlamentos estatales) y los ministros-presidentes fueron abolidos, siendo reemplazados únicamente por los reichsstatthalter, que eran los gobernadores representantes del Reich en los länder, responsables de implementar las políticas nazis dentro de su estado, y aunque nominalmente eran dependientes del Ministerio del Interior, en la práctica su poder era casi absoluto. 

### Lista deLänder
| Länder           | Bandera | Escudo | Capital    | Superficie (km²) | Población (miles) | Densidad (hab/km²) |
| ---------------- | ------- | ------ | ---------- | ---------------- | ----------------- | ------------------ |
| Anhalt           |         |        | Dessau     | 2 314            | 436 200           | 188.5              |
| Baden            |         |        | Karlsruhe  | 15 070           | 2 502 000         | 166.02             |
| Baviera          |         |        | Múnich     | 75 996           | 8 223 000         | 108.2              |
| Bremen           |         |        | Bremen     | 257 7            | 450 000           | 1.7                |
| Brunswick        |         |        | Brunswick  | 3 672            | 603 000           | 164.2              |
| Hamburgo         |         |        | Hamburgo   | 415              | 1 712 000         | 4125.3             |
| Hesse            |         |        | Darmstadt  | 7 692            | 1 469 000         | 190.9              |
| Lippe            |         |        | Detmold    | 1 215            | 188 598           | 155.2              |
| Lübeck           |         |        | Lübeck     | 298              | 154 811           | 519.5              |
| Mecklemburgo     |         |        | Schwerin   | 16 057           | 900 000           | 56.05              |
| Oldemburgo       |         |        | Oldemburgo | 6 427            | 578 000           | 89.9               |
| Prusia           |         |        | Berlín     | 296 700          | 41 915 040        | 141.2              |
| Sajonia          |         |        | Dresde     | 14 986           | 5 232 000         | 349.1              |
| Schaumburg-Lippe |         |        | Bückeburg  | 340              | 53 277            | 156.6              |
| Turingia         |         |        | Weimar     | 11 763           | 1 744 000         | 148.2              |
| Württemberg      |         |        | Stuttgart  | 19 508           | 2 897 000         | 148.5              |

### Lista deGaueestablecidos en 1934
| Nombre español            | Nombre alemán            | Sede                       | Fundado | Notas |
| ------------------------- | ------------------------ | -------------------------- | ------- | --- |
| Baden                     | Baden                    | Karlsruhe                  | 1934    | Formado a partir del estado de Baden, en 1940-45 el gau incluía los ex departamentos franceses del Bajo Rin y Alto Rin como Baden-Alsacia                                                   |
| Bayreuth                  | Bayreuth                 | Bayreuth                   | 1934    | Formado con parte del estado de Baviera; originalmente denominado Bayrische Ostmark, renominado gau de Bayreuth en 1942; también incorporó parte de Checoslovaquia desde 1938.              |
| Düsseldorf                | Düsseldorf               | Düsseldorf                 | 1934    | Formado por la mitad septentrional de la provincia prusiana del Rin |
| Prusia Oriental           | Ostpreußen               | Königsberg                 | 1934    | Formado de la provincia de Prusia Oriental; desde 1939 también incluía territorios anexados de Polonia                                                                                      |
| Hannover del Este         | Ost-Hannover             | Lüneburg                   | 1934    | Formado a partir de la parte septentrional, central y oriental de la prusiana provincia de Hannover                                                                                         |
| Kurhessen                 | Kurhessen                | Kassel                     | 1934    | Formado a partir de la mitad norte de la provincia prusiana de Hesse-Nassau |
| Colonia-Aquisgrán         | Köln-Aachen              | Colonia                    | 1934    | Formado a partir de la parte norte y central de la prusiana provincia del Rin |
| Essen                     | Essen                    | Essen                      | 1934    | Formado de la punta septentrional de la prusiana provincia del Rin |
| Franconia                 | Franken                  | Núremberg                  | 1934    | Formado de parte del estado de Baviera |
| Gran Berlín               | Groß-Berlin              | Berlín                     | 1934    | Formado a partir de la provincia prusiana del Gran Berlín |
| Halle-Merseburgo          | Halle-Merseburg          | Halle                      | 1934    | Formado a partir de la mitad meridional de la prusiana provincia de Sajonia |
| Hamburgo                  | Hamburg                  | Hamburgo                   | 1934    | Formado de parte del estado de Hamburgo |
| Hesse-Nassau              | Hessen-Nassau            | Fráncfort del Meno         | 1934    | Formado a partir del estado de Hesse y la parte meridional de la provincia prusiana de Hesse-Nassau                                                                                         |
| Coblenza-Tréveris         | Koblenz-Trier            | Coblenza                   | 1934    | Formado a partir de la parte meridional de la provincia prusiana del Rin; renominada Gau de Moselland en 1942, tras la incorporación de Luxemburgo, hasta ese momento un país independiente |
| Baja Silesia              | Niederschlesien          | Breslau                    | 1934    | Formado en la prusiana provincia de Baja Silesia |
| Magdeburgo-Anhalt         | Magdeburg-Anhalt         | Dessau                     | 1934    | Formado del Estado Libre de Anhalt y la mitad septentrional de la provincia prusiana de Sajonia                                                                                             |
| Meno-Franconia            | Mainfranken              | Würzburg                   | 1934    | Formado de parte del estado de Baviera |
| Marca de Brandeburgo      | Mark Brandenburg         | Berlín                     | 1934    | Formado a partir de la prusiana provincia de Brandeburgo |
| Mecklemburgo              | Mecklenburg              | Schwerin                   | 1934    | Formado a partir del estado de Mecklenburgo-Strelitz y el Estado Libre de Mecklenburgo-Schwerin                                                                                             |
| Múnich-Alta Baviera       | München-Oberbayern       | Múnich                     | 1934    | Formado a partir de parte del estado de Baviera |
| Pomerania                 | Pommern                  | Stettin                    | 1934    | Formado de la prusiana provincia de Pomerania |
| Sarre-Palatinado          | Saarpfalz                | Neustadt an der Weinstraße | 1934    | Formado del Palatinado bávaro y del Sarre prusiano; renominado gau Westmark en 1940 después de la incorporación de partes de Lorena                                                         |
| Sajonia                   | Sachsen                  | Dresde                     | 1934    | Formado a partir del estado de Sajonia |
| Schleswig-Holstein        | Schleswig-Holstein       | Kiel                       | 1934    | Formado a partir de la prusiana provincia de Schleswig-Holstein, la Ciudad Libre de Lübeck y el territorio perteneciente al Estado Libre de Oldemburgo                                      |
| Hanover del Sur-Brunswick | Südhannover-Braunschweig | Hanover                    | 1934    | Formado por el Estado Libre de Brunswick y las partes meridionales y occidentales de la provincia de Hannover                                                                               |
| Suabia                    | Schwaben                 | Augsburgo                  | 1934    | Formado a partir de parte del estado de Baviera |
| Turingia                  | Thüringen                | Weimar                     | 1934    | Formado a partir del estado de Turingia y de la adyacente provincia de Sajonia prusiana. |
| Alta Silesia              | Oberschlesien            | Katowice (desde 1939)      | 1934    | Formado en la prusiana Provincia de Alta Silesia, y también incorporó partes de Polonia a partir de 1939                                                                                    |
| Weser-Ems                 | Weser-Ems                | Oldenburgo                 | 1934    | Formado a partir del Estado Libre de Oldemburgo (excluyendo exclaves periféricos), el estado de Bremen y el extremo occidental de la prusiana provincia de Hannover                         |
| Westfalia del Norte       | Westfalen-Nord           | Münster                    | 1934    | Formado a partir del Estado Libre de Lippe y la mitad septentrional de la prusiana provincia de Westfalia                                                                                   |
| Westfalia del Sur         | Westfalen-Süd            | Dortmund                   | 1934    | Formado a partir de la mitad meridional de la prusiana provincia de Westfalia |
| Wurtemberg-Hohenzollern   | Württemberg-Hohenzollern | Stuttgart                  | 1934    | Formado del Estado Libre Popular de Wurtemberg y de la prusiana provincia de Hohenzollern                                                                                                   |

### Lista deReichsgaueestablecidos en los años 1930
Nuevos reichsgaue fueron fundados después del Anschluss (anexión) de Austria y de la incorporación de los Sudetes después de los Acuerdos de Múnich. Las partes meridionales de Checoslovaquia, también obtenidas en los Acuerdos de Múnich, no formaron parte del Reichsgau Sudetenland, sino que fueron incorporadas a la parte septentrional del Reichsgau correspondiente a la antigua Austria.
| Nombre español   | Nombre alemán    | Sede | Fundado | Notas |
| ---------------- | ---------------- | --- | ------- | --- |
| Carintia         | Kärnten          | Klagenfurt | 1938    | Formado a partir de los antiguos estados federados de Austria, Carintia y Tirol del Este, incluyendo desde 1941 partes de Eslovenia (Alta Carniola).                 |
| Bajo Danubio     | Niederdonau      | Krems an der Donau *Sin embargo, en 1943 Hitler visitó el Gau y le aseguró al líder del Gau Hugo Jury que la capital sería Brünn (Brno) en un futuro próximo. | 1938    | Formado a partir del antiguo estado federado austríaco de Baja Austria y la parte norte de Burgenland; partes de Moravia meridional estuvieron incluidas desde 1939. |
| Alto Danubio     | Oberdonau        | Linz | 1938    | Formado a partir del antiguo estado federado de Alta Austria y de Ausseerland, una parte de Estiria; incluyendo partes de la Bohemia meridional a partir de 1939.    |
| Salzburgo        | Salzburg         | Salzburgo | 1938    | Formado a partir del antiguo estado federado austríaco de Salzburgo                                                                                                  |
| Sudetes          | Sudetenland      | Reichenberg | 1938    | Formado por partes predominantemente germanohablantes de Checoslovaquia que fueron cedidas a Alemania después del Acuerdo de Múnich                                  |
| Estiria          | Steiermark       | Graz | 1938    | Formado a partir del antiguo estado federado austríaco de Estiria y la parte meridional de Burgenland; incluyendo partes de Eslovenia (Baja Estiria) desde 1941.     |
| Tirol-Vorarlberg | Tirol-Vorarlberg | Innsbruck | 1938    | Formado del antiguo estado federado austríaco de Vorarlberg y la parte septentrional del Tirol                                                                       |
| Viena            | Wien             | Viena | 1938    | Formado por el antiguo estado federado austríaco de Viena y partes que rodeaban la antigua Baja Austria.                                                             |

### Lista deReichsgaueestablecidos durante la Segunda Guerra Mundial
De los territorios anexionados de Polonia y la Ciudad Libre de Danzig en 1939, fueron creados el Reichsgau de Wartheland y Reichsgau de Danzig-Prusia Occidental. Los territorios anexionados de Polonia que no pertenecían a estos dos Reichsgaue fueron incorporados a los Gaue de Prusia Oriental y Silesia. El Gran Ducado de Luxemburgo, así como también Alsacia-Lorena, arrebatada a la Francia anterior de la guerra en 1940, fueron adjuntados a los Gaue suroccidentales fronterizos de la Alemania nazi. Dos Reichsgaue más en Bélgica se establecieron en 1944, y se anexaron de jure a Alemania.
| Nombre español           | Nombre alemán      | Sede    | Fundado | Notas |
| ------------------------ | ------------------ | ------- | ------- | --- |
| Danzig-Prusia Occidental | Danzig–Westpreußen | Danzig  | 1939    | Formado en la Ciudad Libre de Danzig y la región polaca del voivodato de Pomerania, que fueron ambos ocupados por Alemania en 1939, así como el territorio alemán del gobernorato de Prusia Occidental, dentro de la Prusia Oriental.                                                                                               |
| Flandes                  | Flandern           | Amberes | 1944    | Formado en la región flamenca de Bélgica, que comprendía las provincias de habla flamenco de Amberes, Limburgo, Flandes Oriental, Flandes Occidental, los suburbios de Bruselas (excepto la ciudad de Bruselas misma), y los suburbios de Lovaina en la entonces provincia de Brabante (hoy en día provincia de Brabante flamenco). |
| Valonia                  | Wallonien          | Namur   | 1944    | Formada en la región valona de Bélgica, comprendía las provincias francófonas de Hainaut, Lieja excepto los cantones de Eupen, Malmedy y Sankt Vith, Luxemburgo, Namur, y los suburbios de Nivelles en la contemporánea provincia de Brabante (ahora parte de la separada provincia de Brabante valón).                             |
| Wartheland               | Wartheland         | Posen   | 1939    | Formado en un principio en la región polaca del voivodato de Poznań y en regiones incorporadas de los voivodatos a su alrededor después de la ocupación alemana de Polonia |

### Auslandsgau
Existía también un gau extraterritorial llamado Auslandsorganisation (Organización de extranjería) para los miembros transoceánicos. Su sede estaba en Berlín. Este auslandsgau (gau extranjero) era considerado el gau número 43 de la Alemania nazi.

## Zonas de Operaciones
Tras el derrocamiento de Benito Mussolini, el gobierno italiano comenzó secretamente las negociaciones con los Aliados para que Italia se cambiase al bando de los Aliados. En venganza, los alemanes ocuparon (Operación Achse) grandes partes de Italia, liberaron a Mussolini, (Operación Roble), y lo reinstalaron como el gobernante títere de un nuevo estado fascista en aquellas zonas que fueron ocupadas por el Ejército alemán. Aunque oficialmente bajo el control de todas las zonas controladas por la antigua Italia Fascista, gran parte del noreste situado entre Suiza y el Adriático fueron reorganizadas como zonas de operaciones (Operationszonen). Estas fueron informalmente anexadas por Alemania, y unidas a las gaue adyacentes del Reich. Había dos zonas de operaciones, a saber:
| Nombre español                             | Nombre alemán                                 | Sede    | Fundado | Notas |
| ------------------------------------------ | --------------------------------------------- | ------- | ------- | --- |
| Zona de Operaciones del Litoral Adriático  | Operationszone Adriatisches Küstenland (OZAK) | Trieste | 1943    | Formada a partir de las áreas de la Italia ocupada, de Yugoslavia, Eslovenia, la península de Istria, y las provincias del Friul y Gorizia. Anexada (no incorporada) al Reichsgau de Carintia. |
| Zona de Operaciones de los Macizos Alpinos | Operationszone Alpenvorland (OZAV)            | Bozen   | 1943    | Formado por el ex-Tirol del Sur, el Trentino italiano, y partes adyacentes más pequeñas en el noreste de Italia. Anexadas (no incorporadas) al Reichsgau del Tirol-Voralberg.                  |

## Gobierno general

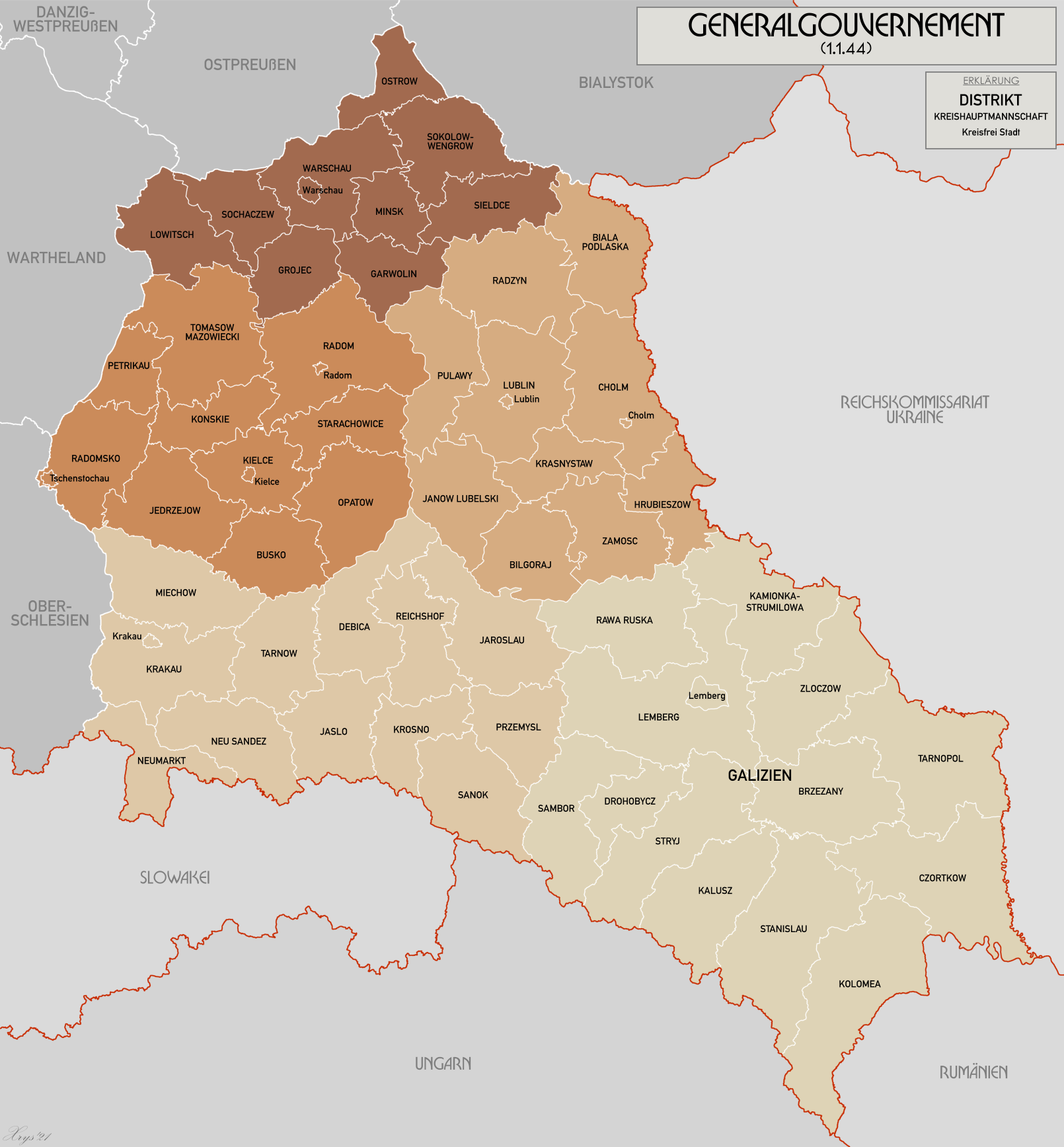
El Gobierno General en agosto de 1941.

En aquellas partes de Polonia que no fueron directamente anexadas al Reich Alemán, una administración civil independiente creó el llamado Gobierno General (de los territorios ocupados de Polonia). Si bien, teóricamente fuera de los límites del propio Reich, fue considerada parte de la Gran Alemania por los oficiales nazis como una región "autónoma"  (es decir, no dependiente directamente del gobierno de Berlín).
Fue a su turno subdividida en cuatro distrikten (distritos). 
- Distrito Cracovia;
- Distrito Varsovia;
- Distrito Lublín;
- Distrito Radom.

Tras la invasión de la Unión Soviética en 1941, un quinto distrito se añadió, creado a partir de los antiguos territorios austríacos de Galicia, el Distrito Galicia.

## Protectorado de Bohemia y Moravia

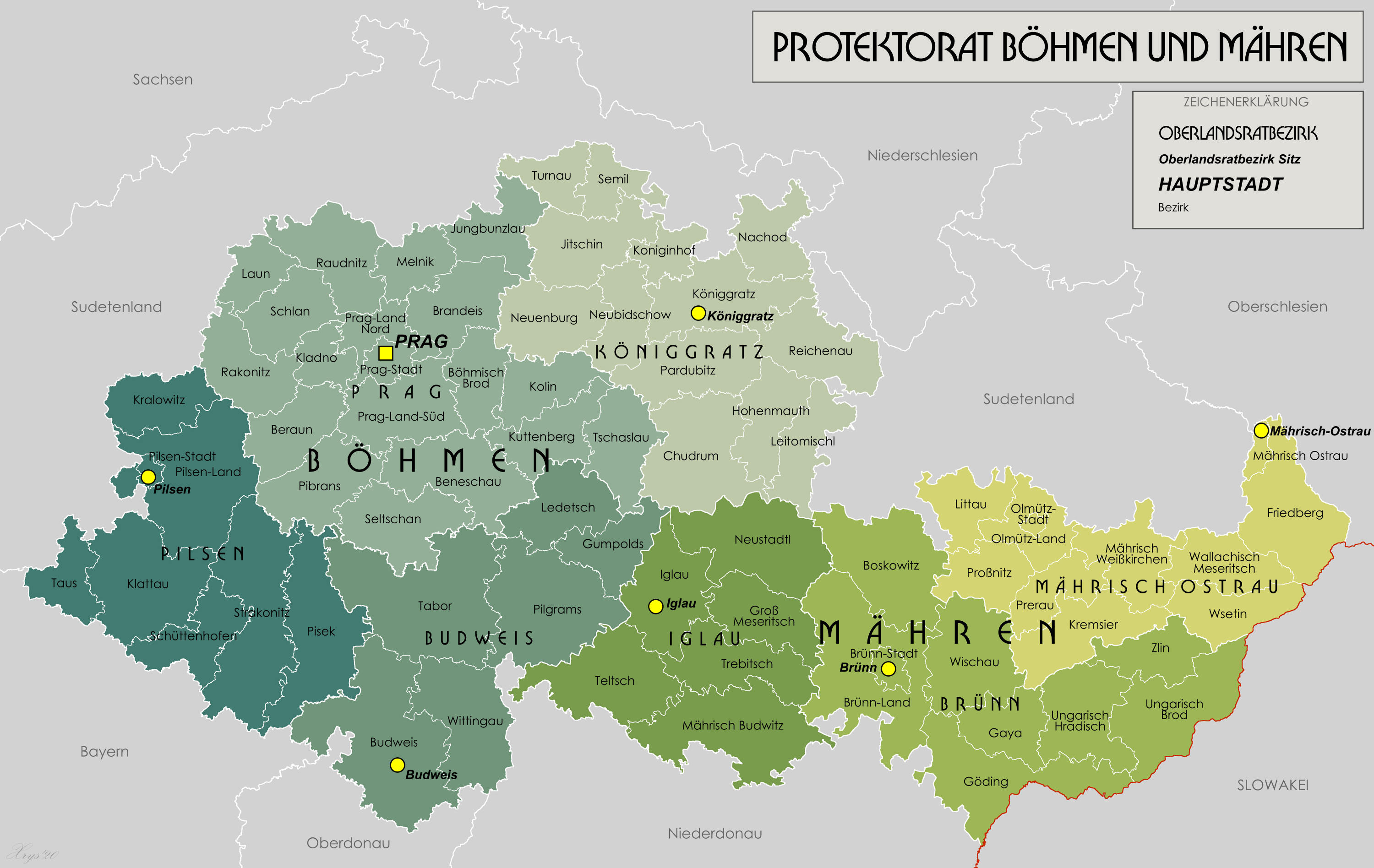
Distritos gubernamentales dentro del protectorado.

Después de que el acuerdo resultante de la Conferencia de Múnich hubiera concedido a Alemania el control sobre una parte considerable de la Checoslovaquia de entreguerras, el resto fue subordinado formalmente al gobierno alemán en marzo de 1939. Mientras Eslovaquia se convirtió en un estado satélite separado de Alemania, los territorios checos fueron convertidos en un Protectorado de Bohemia y Moravia bajo dominio alemán.
Existían dos estructuras separadas para la administración dentro del protectorado. El Protectorado fue oficialmente dividido en dos Länder (territorios): Bohemia y Moravia, que a su vez fueron subdivididos en un número de unidades menores. El partido nazi implementó una forma completamente diferente de organización constituyendo cuatro distritos de partido separados en la región, y subordinándolos organizacionalmente a los gaue y reichsgaue que los rodeaban: Sudetenland, Gau Bayreuth (Bayerische Ostmark), Bajo Danubio, y Alto Danubio. Estos dos métodos continuaron coexistiendo en el protectorado durante toda la duración de su existencia.

## Planificación de futuros distritos
El gobierno nazi aplicaba y practicaba abiertamente un expansionismo territorial agresivo, con la intención de ampliar aún más la ya de por sí ampliada base territorial del Estado alemán. En previsión de estas esperadas ampliaciones territoriales, fueron teorizado potenciales nuevos distritos en longitud por los ideólogos nazis, funcionarios del gobierno, y los departamentos de planificación territorial. Estas expansiones tenían la intención de llevarse a cabo de dos maneras distintas:

### Expansión territorial hacia Europa del Este
Para expandir el "Espacio vital" (Lebensraum) del pueblo alemán las poblaciones eslavas de Europa del Este estaban destinadas a ser eliminadas a través de un proceso combinado de exterminación, expulsión, inanición, y esclavitud, que lograría efectivamente germanizar estos territorios a largo plazo. Los oficiales raciales nazis planificaron que la colonización con germanos de estos territorios conquistados del Este debía proceder con mayor intensidad en las tres áreas denominadas Siedlungsmarken (marcas de asentamiento) o Reichsmarken de Ingermannland (Ingria), el área del Memel-Narew, y la Ucrania meridional y la península de Crimea. Se pretendía que el último de estos fuese reorganizado como un Gotengau (gau de los Goths), en honor a los godos de Crimea que en un momento vivieron allí. De los países bálticos, se propuso Peipusland como nombre de reemplazo para Estonia, y Dünaland para Letonia.
En una conferencia dada el 16 de julio de 1941, discutiendo sobre la futura organización de la conquistados territorios soviéticos, Hitler estipuló no solo la intención de incorporar las áreas mencionadas más arriba, sino que también hacia toda la región del Báltico (Reichskommissariat Ostland), la colonia alemana del Volga, y el distrito de Bakú en futuros Reichsgebieten (territorios del Reich). El 3 de noviembre de 1941 el elaboró también el aspecto toponímico de la germanización del Este:

En los territorios del Este voy a sustituir los nombres geográficos en idioma eslavo con nombres en alemán. Crimea podría ser llamada, por ejemplo, Gotenland. [...] Necesitamos nombres que confirmen nuestros derechos que van hasta 2000 años hacia atrás.
Adolf Hitler

Dentro del Gobierno General era discutido si el valle central y alto del río Vístula debería convertirse en un único Vandalengau (Gau de los Vándalos) o en tres a nuevos Reichsgaue. Una propuesta previa de 1939 también abogaba por la creación de un Reichsgau Beskidenland, que debía extenderse desde el área hacia el Oeste de Cracovia y hacia el río San al Este. En la Yugoslavia ocupada por el Eje, Sepp Janko, representante nazi de los intereses suabos del Danubio, presionó por el establecimiento de un Reichsgau Banat o un Prinz-Eugen-Gau, lo que habría abarcado a los territorios yugoslavos de Bačka, Banato, partes de Transilvania (Siebenbürgen) y Baranya.

### Anexión de los países germánicos
La categorización racial nazi de los grupos étnicos de Europa clasificó a los europeos del norte, especialmente a aquellos que estaban cercanamente relacionados con los germanos (auto considerados una sola nacionalidad de la cual los suizos y austríacos no eran nada más que identidades subregionales en el mejor de los casos) tales como los holandeses, los flamencos, los daneses, noruegos, suecos, e ingleses como parte de una raza superior aria-nórdica (Herrenrasse). Tras la integración de Austria en una Gran Alemania (Großdeutschland), Hitler decidió que seguiría la misma política en el futuro para todos aquellos países que percibiera con calificaciones raciales como "pertenecientes" al Reich. Esto significó que los Países Bajos y los estados escandinavos debían ser finalmente anexados en un mucho más grande Gran Reich Alemán (Großgermanisches Reich) mediante su partición en unidades administrativas de estado y de partido más pequeñas, tales como Dinamarca en un Gau Nordmark, y Holanda en un Gau de Westland.
Después la noción real de estos países de haber sido independientes o separados del resto del Reich debería ser suprimida indefinidamente. El objetivo llamaba a la inauguración de un nuevo período de Gleichschaltung forzado rápido, cuyo resultado final sería que aparte de su "lenguaje dialecto" local, estos países llegarían a ser perfectos duplicados de la Alemania Nacional Socialista en todos los aspectos políticos y sociales.
Adicionalmente se pretendió revertir los límites fronterizos de Alemania con Francia a aquellos de la Baja Edad Media del Sacro Imperio Romano-Germánico. Una franja del este de Francia, desde la boca del Somme hasta el Lago Ginebra (la así llamada zona "cerrada" o "prohibida" de la Francia ocupada por Alemania) fue preparada para ser anexada al Reich alemán como Reichsgau Burgund, con Nancy (Nanzig) como capital.